# Neikea
Na mitologia grega, os Neíkea (em grego, singular: Νεικός, plural: Νείκεα) eram umas daemones ou espíritos que personificavam as disputas, as pelejas e as ofensas, também podiam ser chamadas no singular Neikós.
Contavam entre a grande quantidade de maléficos espíritos filhos de Éris (a discórdia), gerados por ela mesma, ainda que Higino afirmava que eram filhos de Éter (o ar) e de Gaia (a terra).
Por sua natureza, se consideravam os opostos a Filotes (a amizade e o carinho).